# Wiktor Nowokszonow
Wiktor Grigoriewicz Nowokszonow (ros. Виктор Григорьевич Новокшонов, ur. 26 lutego 1966, zm. 29 stycznia 2003 w Permie) – rosyjski paleontolog, specjalizujący się w wymarłych owadach.
W 1990 ukończył studia na Wydziale Geologii Permskiego Uniwersytetu Państwowego, gdzie nauczał do 1991. Od grudnia 1991 do grudnia 1993 odbywał studia podyplomowe w Instytucie Paleontologii Rosyjskiej Akademii Nauk w Moskwie. W ciągu dwóch lat ukończył trzyletni kurs studiów podyplomowych, broniąc swoją dysertację poświęconą wczesnej ewolucji wojsiłek. W latach 1994–2002 wykładał biologię ogólną i geologię historyczną na uniwersytecie w Permie. Po tym jak został zmuszony do jego opuszczenia zaczął pracę w Perskim Muzeum Regionalnym.
Od czasów studiów pierwszego stopnia interesował się głównie pochodzącymi z kunguru skamieniałościami wymarłych owadów z położonego niedaleko Permu stanowiska w Czekardzie, opisując liczne ich gatunki oraz publikując w 1998 ich kompletną checklistę. W trakcie pobytu w Instytucie Paleontologii zajął się także ewolucją wojsiłek.  W 1997 wydał poświęconą temu tematowi książkę Ranniaja ewoliucija skorpionnic (ros. Ранняя эволюция скорпионниц (Insecta: Panorpida)), będącą rozszerzeniem jego dysertacji doktorskiej.
Na jego cześć nazwano m.in.: wojsiłki Kamochorista novokshonovi, Paranedubrovia novokshonovi i Pseudopolycentropus novokshonovi, świerszczokaraczany Ornaticosta novokshonovi i Novokshonovus, muchówkę Krenosmittia novokshonovi, chruścika Plectrocnemia novokshonovi czy pająki Permarachne novokshonovi i Pertnuruchne novokshonovi.
Jego uczeń, paleontolog Danił Aristow, zadedykował mu swoją publikację z 2004 roku: The Fauna of Grylloblattid Insects (Grylloblattida) of the Lower Permian Locality of Tshekarda.